# Fórmula de Perron
En matemática, y más precisamente en teoría analítica de números, la fórmula de Perron es una fórmula dada por Oskar Perron para calcular la suma de una función aritmética, mediante el uso de una transformada de Mellin inversa.

## Enunciado
Sea {\displaystyle \{a(n)\}} una función aritmética, y sea
{\displaystyle g(s)=\sum _{n=1}^{\infty }{\frac {a(n)}{n^{s}}}}
su correspondiente serie de Dirichlet. Presuma la serie de Dirichlet de ser absolutamente convergente para {\displaystyle \Re (s)>\sigma _{a}}. Entonces la fórmula de Perron es 
{\displaystyle A(x)={\sum _{n\leq x}}^{\star }a(n)={\frac {1}{2\pi i}}\int _{c-i\infty }^{c+i\infty }g(z){\frac {x^{z}}{z}}dz.\;}
Aquí, la estrella sobre el sumatorio indica que el último término de la suma debe ser multiplicado por 1/2 cuando x sea un entero. La fórmula requiere que {\displaystyle c>\sigma _{a}} y {\displaystyle x>0} real, pero de otra manera arbitraria.

## Demostración
Un sencillo esbozo de demostración proviene de tomar la fórmula de sumación de Abel
{\displaystyle g(s)=\sum _{n=1}^{\infty }{\frac {a(n)}{n^{s}}}=s\int _{0}^{\infty }A(x)x^{-(s+1)}dx.}
Esto no es sino una transformada de Laplace bajo el cambio de variable {\displaystyle x=e^{t}.} Invirtiéndolo se obtiene la fórmula de Perron.

## Ejemplos
Debido a su relación general con series de Dirichlet, la fórmula es aplicada comúnmente a varias sumas relacionadas con la teoría de números. Así, por ejemplo, se obtiene la famosa representación integral para la función zeta de Riemann:
{\displaystyle \zeta (s)=s\int _{1}^{\infty }{\frac {\lfloor x\rfloor }{x^{s+1}}}\,dx}
y una fórmula similar para las funciones L de Dirichlet:
{\displaystyle L(s,\chi )=s\int _{1}^{\infty }{\frac {A(x)}{x^{s+1}}}\,dx}
donde
{\displaystyle A(x)=\sum _{n\leq x}\chi (n)}
y {\displaystyle \chi (n)} es un carácter de Dirichlet. Otros ejemplos aparecen en los artículos de la función de Mertens y la función de von Mangoldt.